# 宁德职业技术学院
宁德职业技术学院是位于中华人民共和国福建省福安市的一所公办高等职业技术学校，成立于2005年5月。
该校自称其办学历史可以追溯至宁德农业学校（创办于1934年）和福安师范学校（其前身省立霞浦师范学校创办于1939年）。
学院设有农业科学系、人文科学系、机电工程系、计算机系、财经管理系、公共基础部和成人教育部等7个系部。